# Coxyde
Coxyde (en néerlandais : Koksijde) est une commune néerlandophone de Belgique située en Région flamande dans la province de Flandre-Occidentale, sur la côte belge, dont elle est une des stations balnéaires. Elle compte environ 22 000 habitants depuis 2016.

## Toponymie
Coxyde est le nom francophone tandis que Koksijde est le nom néerlandophone et Koksyde est le nom en flamand occidental.
On trouve anciennement le nom graphié Coquexide, qui correspond à la prononciation francophone du nom (le x intervocalique se prononçant [s], comme dans Bruxelles ou dans Auxerre).

## Histoire

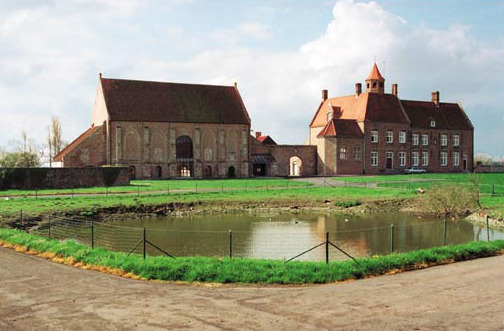
Ten Bogaerde, ferme de l'abbaye des Dunes.

Au XIIe siècle, les Cisterciens construisent près de Coxyde l'abbaye des Dunes, ainsi que quelques fermes, dont la plus importante sera Ten Bogaerde avec sa grange monumentale.  En 1150, un premier document écrit avec le nom Coxhyde apparait.
Sur la carte Ferraris de 1777, se trouve le village de Cauxyde. À l'époque, il n'y avait que dix fermes et une église dans le centre de Coxyde-Village. Il n'y avait par contre aucune habitation dans les dunes où se trouve actuellement Coxyde-Bains.
Au XIXe siècle, le développement de tourisme va entrainer le développement de la station balnéaire Coxyde-Bains, plus proche de la côte.
La base aérienne de Coxyde, le premier aérodrome militaire belge, est créée à Coxyde par l'armée belge durant la Première Guerre mondiale sur des terrains agricoles de la ferme Ten Bogaerde qui sert de caserne.
En 1977, Coxyde absorbe l'ancienne commune d'Ostdunkerque qui avait elle-même déjà absorbée Wulpen en 1971.

## Géographie
La commune de Coxyde est composée des sections de Coxyde, Ostdunkerque (en néerlandais : Oostduinkerke) et Wulpen (ces deux dernières s'étaient déjà regroupées en 1971, avant d'intégrer Coxyde en 1977). Le vieux centre de Coxyde, Coxyde-Village, se trouve à environ deux kilomètres de la côte. Coxyde-les-Bains, station balnéaire (en néerlandais : Koksijde-Bad) parfois connue aussi sous le nom de Coxyde-sur-Mer (en néerlandais : Koksijde-aan-Zee), est situé sur la côte, comme Saint-Idesbald. Wulpen se trouve en retrait, à quatre kilomètres à l'intérieur des terres.

### Sections de la commune
| # | Section           | Superf. (km2) | Habitants (2020) | Habitants par km2 | Code INS |
| - | ----------------- | ------------- | ---------------- | ----------------- | -------- |
| 1 | Coxyde (I)        | 14,26         | 12 782           | 896               | 38014A   |
| 2 | Ostdunkerque (II) | 18,26         | 8 617            | 472               | 38014B   |
| 3 | Wulpen (III)      | 11,95         | 470              | 39                | 38014C   |

### Localités
| # | Localités             | Superf. (km2) | Habitants (2020) | Habitants par km2 | Code INS |
| - | --------------------- | ------------- | ---------------- | ----------------- | -------- |
| 1 | Coxyde-Village (I)    | 6,21          | 2 520            | 406               | 38014A0  |
| 2 | Coxyde-les-Bains (IV) | 3,91          | 6 173            | 1 581             | 38014A1  |
| 3 | Saint-Idesbald (V)    | 4,15          | 4 089            | 985               | 38014A2  |

- Ostdunkerque : Ostdunkerque-les-Bains, Groenendijk.

Sections et villages de Coxyde et sections voisines. Les zones en jaune représentent les agglomérations.

### Communes limitrophes
- a. Nieuport (ville de Nieuport) ;
- b. Ramskapelle (ville de Nieuport) ;
- c. Booitshoeke (ville de Furnes) ;
- d. Furnes (ville de Furnes) ;
- e. Adinkerque (commune de La Panne) ;
- f. La Panne (commune de La Panne).

|          |        |          |
|          | Coxyde | Nieuport |
| La Panne | Furnes |          |

Coxyde compte une réserve naturelle de 701 hectares sur son territoire, ainsi qu'une plage de sable fin de 8 kilomètres de long sur la mer du Nord, et d'une largeur minimale de 50 mètres lors des marées les plus hautes et maximale de 700 mètres lors des marées les plus basses, à fort coefficient. Les marées à Coxyde se passent deux fois par jour, comme dans tous les lieux en bord de mer.

## Héraldique
|  | La commune possède des armoiries qui lui ont été octroyées le 14 juin 1988. Ce sont celles de l'abbaye des Dunes, une grande et importante abbaye qui a joué un rôle très important dans l'histoire de la commune. L'abbaye a été fondée environ un siècle avant la fondation de la paroisse de Coxyde. Blasonnement : D’or à deux crosses de gueules passées en sautoir, cantonnées en chef d’une griffe de sable posée en pal et en pointe d'un dauphin du même en pal, à la fasce d’azur brochant sur le tout. Source du blasonnement : Heraldy of the World. |

## Climat

### Climatologie générale
Le tableau ci-dessous présente les différentes températures moyennes qui ont eu lieu chaque année à Coxyde mais également chaque mois de l'année (le matin et l'après-midi)
|                              | Janv | Fév   | Mars  | Avril | Mai   | Juin  | Juil  | Août       | Sep        | Oct        | Nov        | Déc     | Moyenne            |
| ---------------------------- | ---- | ----- | ----- | ----- | ----- | ----- | ----- | ---------- | ---------- | ---------- | ---------- | ------- | ------------------ |
| Moyenne le matin             | 2.2° | 2.2°  | 3.8°  | 6.0°  | 9.1°  | 12.1° | 14.3° | 14.6°      | 12.8°      | 9.7°       | 5.7°       | 3.3°    | 7.98°              |
| Moyenne l'après-midi         | 8.4° | 9.0°  | 10.4° | 12.0° | 16.1° | 18.6° | 20.9° | 21.3°      | 19.6°      | 16.0°      | 11.4°      | 8.9°    | 13.55°             |
| Moyenne le matin en 2020     | 4.4° | 5.5°  | 3.7°  | 5.8°  | 8.0°  | 11.8° | 12.7° | ////////// | ////////// | ////////// | ////////// | /////// | ////////////////// |
| Moyenne l'après-midi en 2020 | 8.4° | 10.2° | 10.6° | 16.6° | 18.2° | 20.4° | 21.0° | /////////  | /////////  | /////////  | /////////  | /////// | ////////////////// |
| Moyenne le matin en 2019     | 2.4° | 2.8°  | 5.9°  | 5.0°  | 7.7°  | 11.9° | 13.8° | 13.1°      | 11.9°      | 9.9°       | 4.7°       | 4.1°    | 7.77°              |
| Moyenne l'après-midi en 2019 | 6.2° | 11.2° | 11.7° | 14.9° | 15.7° | 21.5° | 22.7° | 23.8°      | 19.8°      | 15.2°      | 9.7°       | 8.6°    | 15.08°             |
| Moyenne le matin en 2018     | 4.0° | -0.6° | 2.0°  | 7.5°  | 9.2°  | 12.6° | 14.9° | 14.2°      | 10.7°      | 8.9°       | 5.5°       | 4.8°    | 7.81°              |
| Moyenne l'après-midi en 2018 | 7.9° | 5.1°  | 8.4°  | 15.8° | 16.8° | 19.2° | 24.9° | 22.4°      | 19.3°      | 16.8°      | 10.7°      | 9.0°    | 14.69°             |
| Moyenne le matin en 2017     | 0.5° | 3.8°  | 5.7°  | 4.8°  | 9.5°  | 13.7° | 13.6° | 13.0°      | 10.6°      | 11.0°      | 5.8°       | 3.6°    | 7.95°              |
| Moyenne l'après-midi en 2017 | 5.1° | 8.6°  | 13.2° | 13.0° | 18.9° | 23.1° | 22.5° | 21.6°      | 18.1°      | 16.6°      | 10.8°      | 7.5°    | 14.93°             |
| Moyenne le matin en 2016     | 3.7° | 3.4°  | 3.1°  | 4.8°  | 9.1°  | 12.4° | 13.7° | 13.8°      | 13.6°      | 8.0°       | 4.8°       | 3.1°    | 7.79°              |
| Moyenne l'après-midi en 2016 | 8.1° | 7.8°  | 9.4°  | 12.7° | 17.5° | 19.0° | 21.7° | 23.2°      | 22.8°      | 14.9°      | 9.5°       | 7.6°    | 14.51°             |

#### Climat attendu
La ville de Coxyde possède un climat océanique avec des étés plutôt frais et des hivers plutôt doux. Si les hivers sont plutôt doux par rapport aux autres villes belges telles que Bruxelles ou Liège par exemple, il n'empêche que les printemps sont assez frais. C'est la même chose pour l'été avec des saisons automnales qui se font plus douces que Bruxelles ou Liège. En conclusion, le printemps à Coxyde est plus frais que l'automne, ceci dû à la proximité de la mer qui garde sa douceur plus longtemps en automne grâce à la saison estivale précédente et garde sa fraîcheur plus longtemps au printemps grâce à la saison hivernale précédente.

Les précipitations sont régulières tout au long de l'année, même si l'été et l'hiver connaissent un excédent et le printemps un déficit.

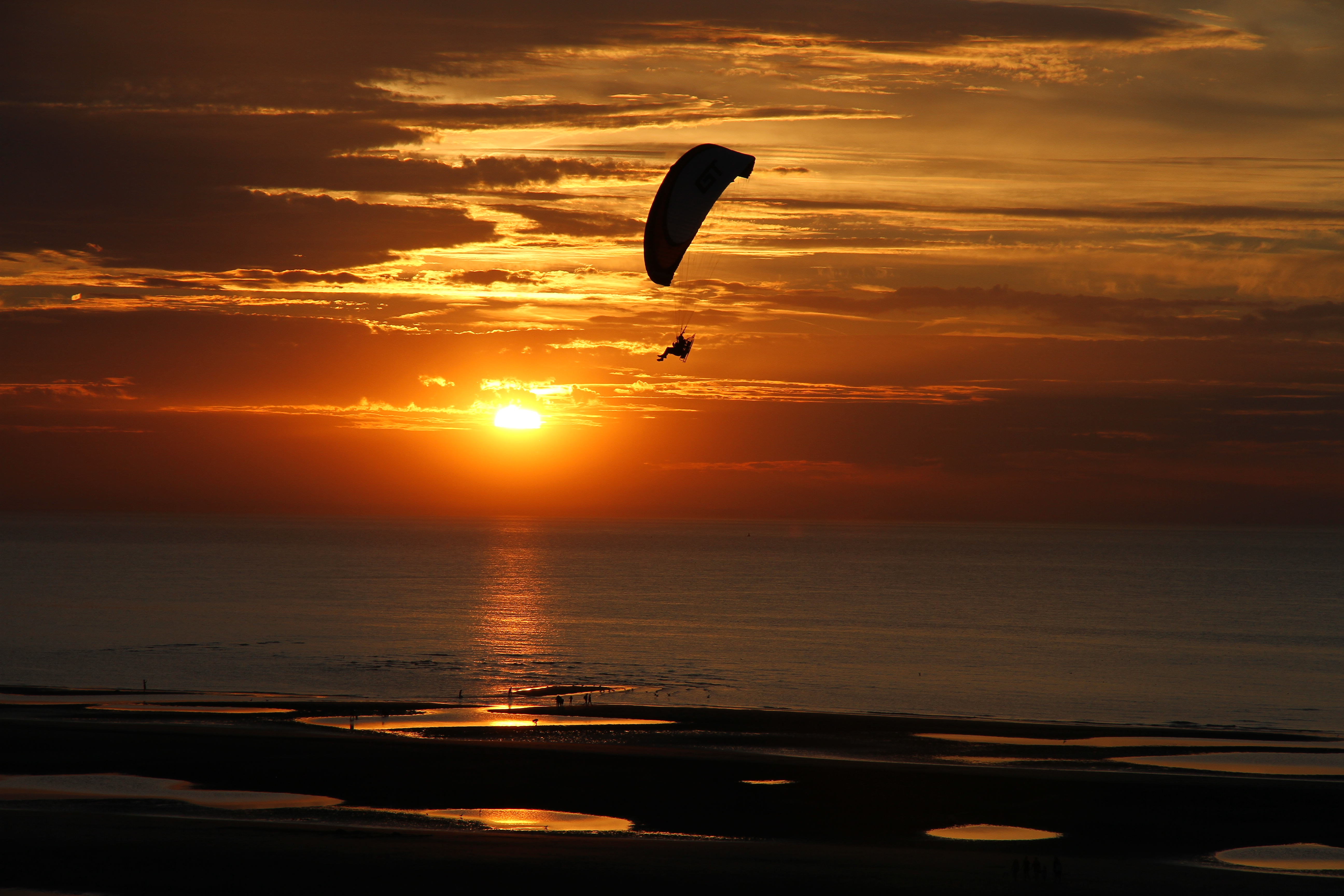
Soleil couchant à Coxyde.

## Démographie

### Évolution démographique: avant la fusion des communes
- Sources : INS, Rem. : 1831 jusqu'en 1970 = recensements, 1976 = nombre d'habitants au 31 décembre[7].

### Évolution démographique de la commune fusionnée
Le graphique suivant reprend sa population résidente au 1er janvier de chaque année.
- Source : DGS, de 1831 à 1981 = recensements population ; à partir de 1990 = nombre d'habitants chaque 1er janvier[8].

## Lieux et monuments

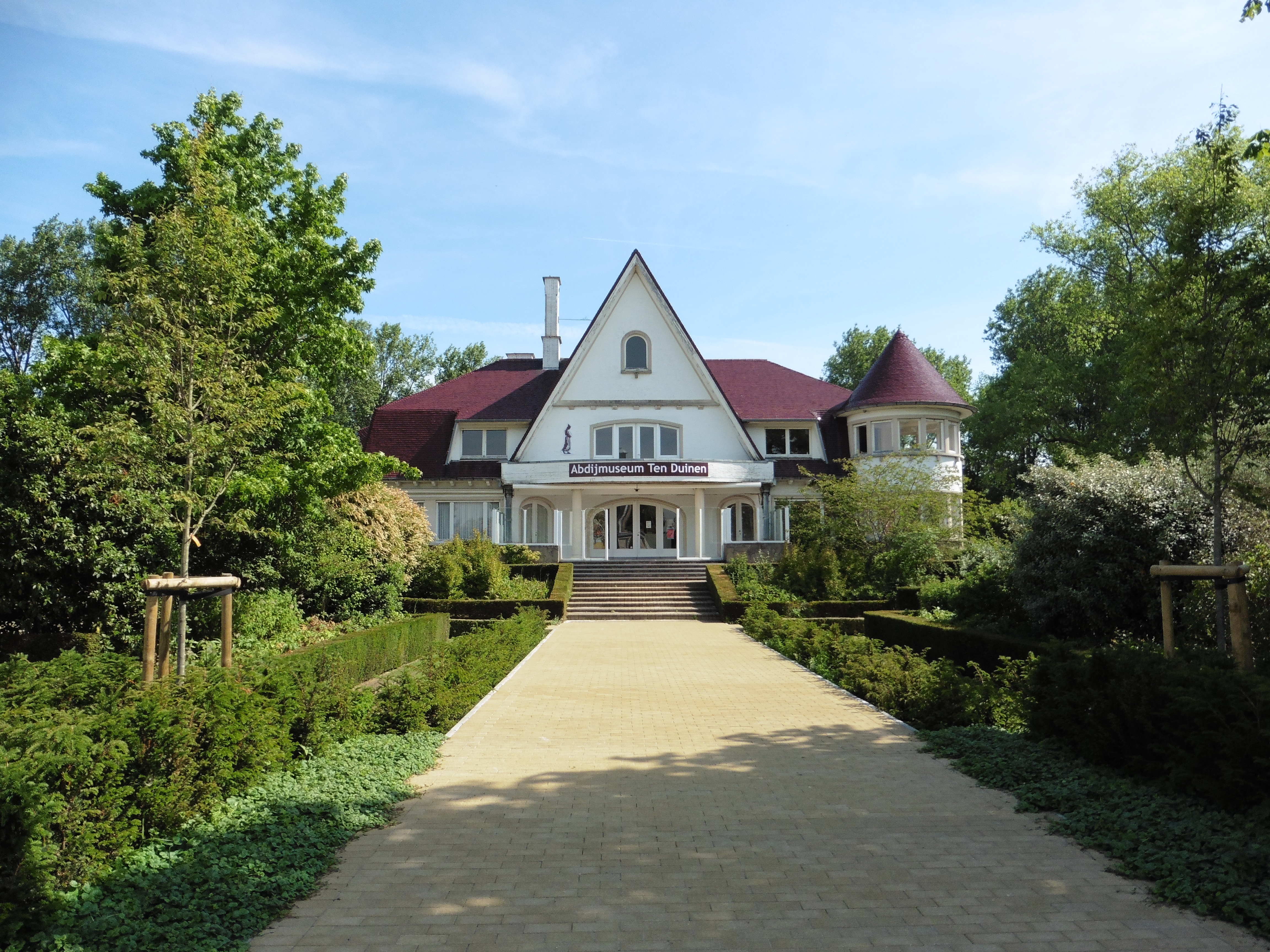
Coxyde, Abdijmuseum Ten Duinen

- L’église Notre-Dame des Dunes (Onze-Lieve-Vrouw-ter-Duinenkerk) : construite en 1958 — 1965 par l'architecte Jozef Lansoght, cette église paroissiale d'acier et de béton est l'édifice religieux le plus moderne de la côte belge.
- L'église Saint-Pierre à Coxyde-Village
- L'abbaye des Dunes et l'Abdijmuseum Ter Duinen 1138 (musée de l'abbaye des dunes 1138) : fondée vers 1107, Ter Duinen, qui adhéra à l'ordre cistercien en 1138, fut une puissante abbaye flamande. Au cours des guerres de religion, l'insécurité des temps provoqua son déclin et, en 1578, les moines abandonnèrent les lieux. Ensevelies sous le sable de la dune Hoge Blekker, les ruines furent exhumées en 1949. Le nouveau musée fut ouvert en 2003. Il abrite les objets trouvés lors des fouilles archéologiques. La vie des moines est présentée à partir de différents thèmes : habiter, travailler, prier, manger, etc. Le musée abrite également la collection d'orfèvrerie Maldague, principalement composée d'objets liturgiques.
- La ferme Ten Bogaerde, ancienne dépendance de l'abbaye des Dunes, et son énorme grange dîmière
- Le musée Paul Delvaux
- Le musée ’t Krekelhof
- Le moulin de Coxyde

## Bâtiments
La commune conserve encore de très nombreuses villas de style cottage, datant de son essor balnéaire au début du XXe siècle, parmi lesquelles on compte plusieurs réalisations de l'architecte Gaston Lejeune.
D'autres bâtiments témoignent de la frénésie immobilière des années 1970. Loués pour l'été et les week-ends, les appartements sont souvent inoccupés le reste de l'année.
D'anciens bâtiments ont été abattus dans les années 1980 comme le vieux casino sur l'avenue de la Mer (en néerlandais : Zeelaan). Sur la digue, l'horloge originale a été remplacée par un modèle en béton.
Beaucoup de bunkers dans les dunes vers Oostduinkerke ont de même disparu, remplacés eux par des immeubles plus modernes.

## Curiosités
- Statue de Manneken-Pis de Coxyde (située Bad schallerbachplein) : en 1923, un Bruxellois habitant le quartier fit ériger dans son jardin une réplique du Manneken-Pis bruxellois. Le socle portait l'inscription « Le nouveau bourgeois de Coxyde ». À la suite d'une modification de parcelle, la statuette se retrouva dans le jardin de la voisine. L'appréciant peu, celle-ci la remplaça par une statuette de la Vierge Marie. En 2008, l'Ordre des Amis de Manneken-Pis en offrit un nouvel exemplaire, qui fut placé non loin de son lieu d'origine.
- Le Hoge Blekker, la plus haute dune de Belgique, se situe dans la commune, dans la réserve naturelle du Doornpanne, au sud de Coxyde-les-Bains. Elle fait 33 mètres de haut.

## Transports

### Tramway

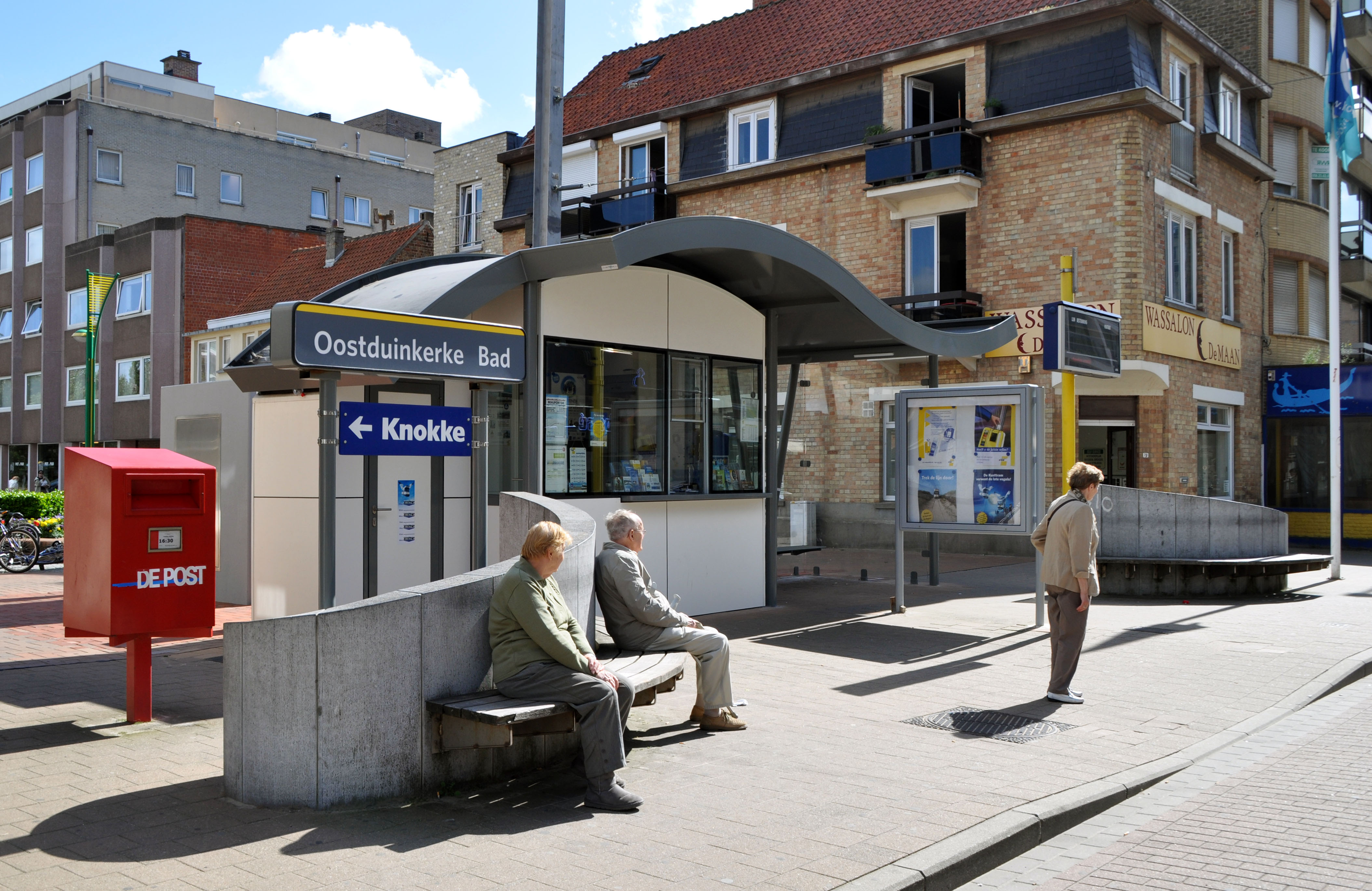
Arrêt Oostduinkerke Bad du kusttram.

Coxyde est desservie par le tramway de la côte belge appelé en néerlandais De Kusttram (« Le tram du littoral ») qui parcourt la côte depuis La Panne jusqu'à Knokke-Heist, à la limite de la frontière des Pays-Bas. Les différents arrêts se situant sur la commune de Coxyde sont : Koksijde Sint-Idesbald, Koksijde Ster der zee, Koksijde Bad, Koksijde Lejeunelaan, Oostduinkerke Schipgat, Oostduinkerke Bad, Oostduinkerke Duinpark, Oostduinkerke Groenendijk.

### Chemin de fer
Coxyde est desservie par une gare de chemin de fer, bien que celle-ci soit située sur la commune de Furnes.
Située sur la ligne 73 d'Infrabel, des trains Intercity (IC) et Heure de pointe (P) s'y arrêtent. Le train à vapeur a commencé en 1885 et a été remplacé par le train électrique dès 1908.

### Base aérienne

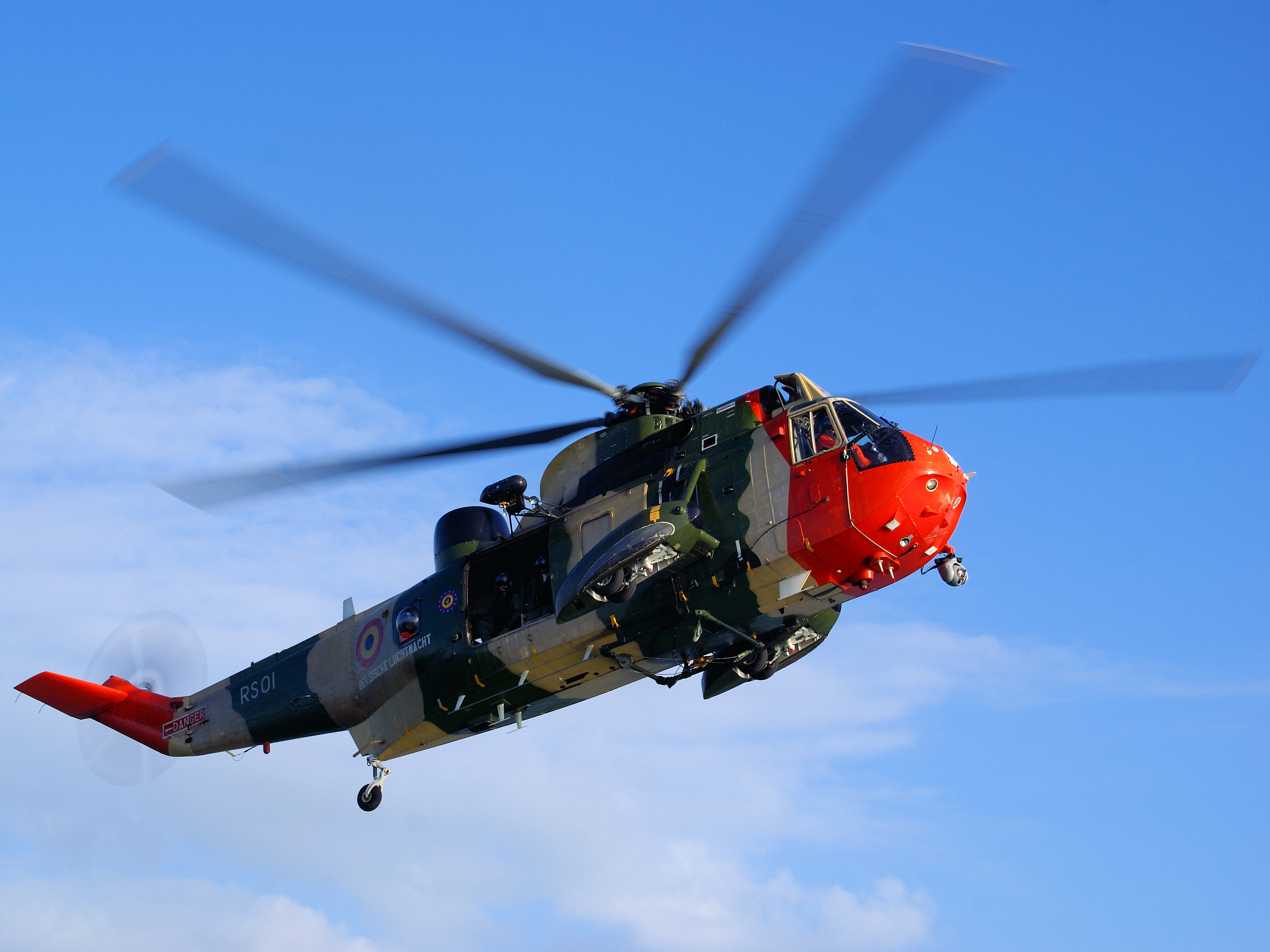
Les célèbres Sea King de recherche et sauvetage de la 40e escadrille sont basés à la base aérienne de Coxyde.

La base aérienne appartenant à la composante air est en activité depuis la Première Guerre mondiale. Elle abrite la célèbre 40e escadrille d'hélicoptères Sea King qui a une mission principale de recherche et sauvetage, notamment en mer du Nord.

## Jumelages
| Ville | Ville            | Pays | Pays      | Période     |
| ----- | ---------------- | ---- | --------- | ----------- |
|       | Albina           |      | Suriname  |             |
|       | Antheit          |      | Belgique  | depuis 1997 |
|       | Bad Schallerbach |      | Autriche  | depuis 1955 |
|       | Konz             |      | Allemagne | depuis 1972 |
|       | Wanze            |      | Belgique  | depuis 1997 |

Ostdunkerque est jumelé avec :
| Ville | Ville                | Pays | Pays      | Période     |
| ----- | -------------------- | ---- | --------- | ----------- |
|       | Biedenkopf           |      | Allemagne | depuis 1966 |
|       | La Charité-sur-Loire |      | France    | depuis 1972 |
|       | Neustadt an der Orla |      | Allemagne | depuis 1999 |
|       | Wépion               |      | Belgique  | depuis 1974 |

## Événements
De nombreuses manifestations sont organisées tout au long de l'année, dont un grand marché aux fleurs, une fête folklorique des pêcheurs et le cortège « Hommage à la peinture flamande ».
- Coxyde abrite depuis 1987 le tournoi de tennis international Flanders Ladies Trophy. Celui-ci se déroulait jusqu'en 2006 intégralement à Coxyde-les-Bains, mais depuis 2007, une partie des matches se joue aussi à Coxyde-Village.
- Beach Run rassemble environ 1 200 coureurs sur la plage pour une course à pied de 5 ou 10 km, un soir de la deuxième quinzaine de juillet, au départ de Saint-Idesbald.
- Chaque été, un show aérien attire également un large public sur la base aérienne, ouverte au public pour l'occasion. Autrefois organisé par la Défense, la commune a pris le relais en 2014 en organisant un nouvel événement baptisé Fly In, un rassemblement d'ancêtres, en collaboration avec le West Aviation Club et la base militaire.
- Des feux d’artifice ont lieu chaque année en période estivale sur la plage, au niveau de l'horloge de Coxyde-les-Bains.